# El Informador (Venezuela)
El Informador comenzó siendo un diario regional de Venezuela que nació en Barquisimeto, Estado Lara y tiene su sede allí pero que, con el paso del tiempo, se ha convertido en un medio de comunicación nacional con influencia internacional. Hoy en formato digital y con presencia en las redes más importantes del planeta.
El Diario forma parte del Periódicos Asociados Latinoamericanos (PAL), al que pertenecen otras importantes casas editoriales de Latinoamérica.

## Historia
Fue fundado el 30 de enero de 1968 por la familia Gómez Sigala, la primera edición que circuló contaba con ocho páginas en blanco y negro. En 1975 El Informador ganó el Premio Nacional de Periodismo como mejor diario regional de Venezuela. En 1998 la sede del diario ubicada en el centro de Barquisimeto fue declarada Patrimonio Histórico de la Ciudad. En julio de 2005 llegan a un acuerdo con el diario El Universal de Caracas para distribuir la revista dominical Estampas, el 16 de octubre del mismo año comienza a circular Estampas Larense encartada dentro de El Informador. Su principal competidor en la región es El Impulso.
El 15 de febrero de 2018, a raíz de la escasez de papel en Venezuela, el diario tuvo que dejar de circular el periódico los viernes y sábados. Mientras iba empeorando la escasez en el país, empezando el 19 febrero de 2018, el periódico redujo su uso de color en su versión impresa y limitó su número de páginas impresas a 16 por día.
Actualmente ofrece información regional, nacional e internacional a través de su página web y sus redes sociales.

## Línea editorial
El Informador se define con una línea editorial imparcial, trata la difusión de las ideas, con respeto absoluto a cada una de las tendencias, para lo cual cuenta con un equipo de periodistas que trabajan para brindar información oportuna y veraz.